# Naturschutzgebiet 'Wasenlöcher bei Illerberg'
Naturschutzgebiet 'Wasenlöcher bei Illerberg' este o arie protejată (arie specială de conservare — SAC, sit de importanță comunitară — SCI) din Germania întinsă pe o suprafață de 69,32 ha, integral pe uscat.

## Localizare
Centrul sitului Naturschutzgebiet 'Wasenlöcher bei Illerberg' este situat la coordonatele 48°17′55″N 10°05′34″E / 48.2986°N 10.0928°E.

## Înființare
Situl Naturschutzgebiet 'Wasenlöcher bei Illerberg' a fost declarat sit de importanță comunitară în martie 2001 pentru a proteja 1 specie de plante. Situl a fost protejat și ca arie specială de conservare în aprilie 2016.

## Biodiversitate
Situată în ecoregiunea continentală, aria protejată conține 2 habitate naturale: Pajiști cu Molinia pe soluri calcaroase, turboase sau argilos-nămoloase (Molinion caeruleae), Mlaștini alcaline.
La baza desemnării sitului se află o specie protejată de  plante: moșișoare (Liparis loeselii).